# Kromme Rijn
El Kromme Rijn (en neerlandés: ‘Rin sinuoso’, por sus muchas curvas) es un río en la provincia de Utrecht, en los Países Bajos. En la Época romana, esta rama se encontraba situada más al norte del delta del Rin era el distribuidor principal de este importante río europeo. A lo largo de sus orillas los romanos construyeron su frontera castellum del Limes Germanicus
Desde la Edad Media, sin embargo, la corriente perdió su importancia cuando se enarenó aguas arriba, y se corta finalmente en Nederrijn - Arteria principal de los leks. Con todo conservó el conocido; "Rin". 
El Kromme Rijn parte apagado desde la arteria principal de los Nederrijn-Leks en la ciudad vieja de Wijk bij Duurstede (llamado Dorestad antes de épocas medievales), después de lo cual los meandros y vueltas a través de la provincia de Utrecht, más allá de las ciudades de Cothen, Werkhoven, Odijk y Bunnik, y termina en la fosa de la ciudad de Utrecht.
Originalmente, la ciudad de Utrecht fue construida por los romanos en el vado cerca del lugar en donde el Kromme Rijn se bifurca en los ríos Vecht (norte) y Leidse Rijn (oeste); el estiramiento pasado dentro de los muros de la ciudad, sin embargo, estaba separado para formar el canal Oudegracht. Los ríos Leidse Rijn y Vecht se extienden desde la fosa de la ciudad y son la continuación del Kromme Rijn.
- Datos: Q338833
- Multimedia: Kromme Rijn / Q338833